# Коломієць Наталія Анатоліївна
Ната́лія Анато́ліївна Коломі́єць  (нар. 17 лютого 1963, Долматівка, Голопристанський район, Херсонська область  — пом. 5 грудня 2014, Гола Пристань, Херсонська область) — українська поетеса.

## Життєпис

### Ранні роки
Наталія Коломієць народилася 17 лютого 1963 року в селі Долматівка Голопристанського району Херсонської області в сім'ї водія та продавчині.
В 1978 році з відзнакою закінчила восьмирічну школу, в 1982 році — Топографічний технікум міста Києва, а в 1996 році — Херсонський педагогічний інститут (нині — Херсонський державний університет), факультет української мови і літератури.

### Творча діяльність
У кінці 1970-х років Наталія Коломієць розпочала творчу діяльність. Спочатку друкувалася у журналах «Піонерія» (1977 рік), «Студентський мередіан» (1978 рік), «Ранок» (1980 рік).
В 1998 році виходить перша збірка поезій, «Кошик зірок». У 2002 році виходять збірки «Чиста криниця» та «Я щаслива». Найбільшим визнанням стали публікації в журналі «Дніпро» у серпні 2003 року. Протягом 2003—2004 рр. Н. А. Коломієць працювала над збірками «Відлуння душі» і «Дорога до себе».
Пісні на слова поетеси виконують народні артисти України Микола Свидюк, Надія Шестак, Ф. Мустафаєв, Л. Сандуленко, Н. В. Лелеко, Б. Сташків; заслужені артисти України В. Т. Гурба, А. Василенко. Наталія Коломієць співпрацювала із композиторами А. Білецьким, М. Івченко, М. Коваленком, В. Телюком, Я. Борутою, Л. Нечипоруком та іншими. Була тісною співпраця поетеси з народною артисткою України Раїсою Кириченко, яка виконала кілька її пісень.
Наталія Коломієць проживала у місті Гола Пристань Херсонської області. Вона була закохана у рідний край і його людей. У 2009 році була випущена збірка поезій, присвячена Голій Пристані — «Гола Пристань — лілея моя».

### Останні роки життя
З 2010 р. поетеса працювала над черговою книжкою поезій і записом диску власних пісень «З любов'ю» у виконанні народних і заслужених артистів України.
5 грудня 2014 р. Наталія Коломієць померла внаслідок повторного інсульту.

## Збірки поезій
- «Кошик зірок» (1998)
- «Чиста криниця» (2002)
- «Я щаслива» (2002)
- «Відлуння душі» (2003)
- «Дорога до себе» [Архівовано 8 грудня 2015 у Wayback Machine.] (2004)
- «Гола Пристань — лілея моя» (2009)